# Liste des sites Ramsar à Malte
Cet article recense les zones humides de Malte concernées par la convention de Ramsar.

## Statistiques
La convention de Ramsar est entrée en vigueur à Malte le 30 janvier 1989.
En janvier 2020, le pays compte 2 sites Ramsar, couvrant une superficie de 1,17 km2 (soit environ 0.4% du territoire maltais).

## Liste
| Site          | Région | Notes | Date              | Superficie (km²) | Altitude (m) | Identifiant Ramsar | Identifiant WDPA | Coordonnées                       | Photo |
| ------------- | ------ | ----- | ----------------- | ---------------- | ------------ | ------------------ | ---------------- | --------------------------------- | ----- |
| Għadira (de)  | Nord   |       | 30 septembre 1988 | 1,12             | -1 - 5       | 410                | 68094            | 35° 58′ 01″ nord, 14° 21′ 00″ est |       |
| Is-Simar (en) | Nord   |       | 29 janvier 1996   | 0,05             | 0 - 6        | 789                | 127868           | 35° 57′ 00″ nord, 14° 22′ 59″ est |       |